# Frances Takyi-Mensah
Frances Judith Tekyi-Mensah, née en 1986 à Elmina, est une reine de beauté ghanéenne.

## Biographie
Frances Tekyi-Mensah étudie à l'université du Ghana lorsqu'elle est couronnée Miss Ghana le 2 mars 2007.
Elle représente le Ghana à Miss Monde 2008.